# Pușkari, Novhorod-Siverskîi
Pușkari (în ucraineană Пушкарі) este un sat în comuna Kovpînka din raionul Novhorod-Siverskîi, regiunea Cernihiv, Ucraina.

## Demografie
Componența lingvistică a localității Pușkari
     Rusă (82,18%)
     Ucraineană (17,82%)
Conform recensământului din 2001, majoritatea populației localității Pușkari era vorbitoare de rusă (82,18%), existând în minoritate și vorbitori de ucraineană (17,82%).